# يو تي إيه الرحلة 772
يو تي إيه الرحلة 772 كانت طائرة من نوع ماكدونل دوغلاس دي سي-10 التابعة ليو تي إيه الفرنسية التي تحطمت يوم 19 سبتمبر 1989 فوق النيجر في منطقة صحراء تينيري.
الطائرة إنطلقت من مطار نجامينا الدولي في التشاد على الساعة الواحدة زوالاً بالتوقيت المحلي قادمة من الكونغو و متجهة نحو باريس في فرنسا.
بعد بلوغ الطائرة لارتفاع 10.700 متر وبالضبط بعد 64 دقيقة على إقلاعها إنفجرت قنبلة أدت إلى سقوط الطائرة الفرنسية، مما أدى إلى هلاك 155 راكبا و 15 شخصا من ضمن طاقم الرحلة. التحقيقات كشفت أن القنبلة إنفجرت في قسم الأمتعة والذي يرجَّح أنها كانت في حقيبة تم تحميلها من مطار برازافيل في جمهورية الكونغو.

## الضحايا

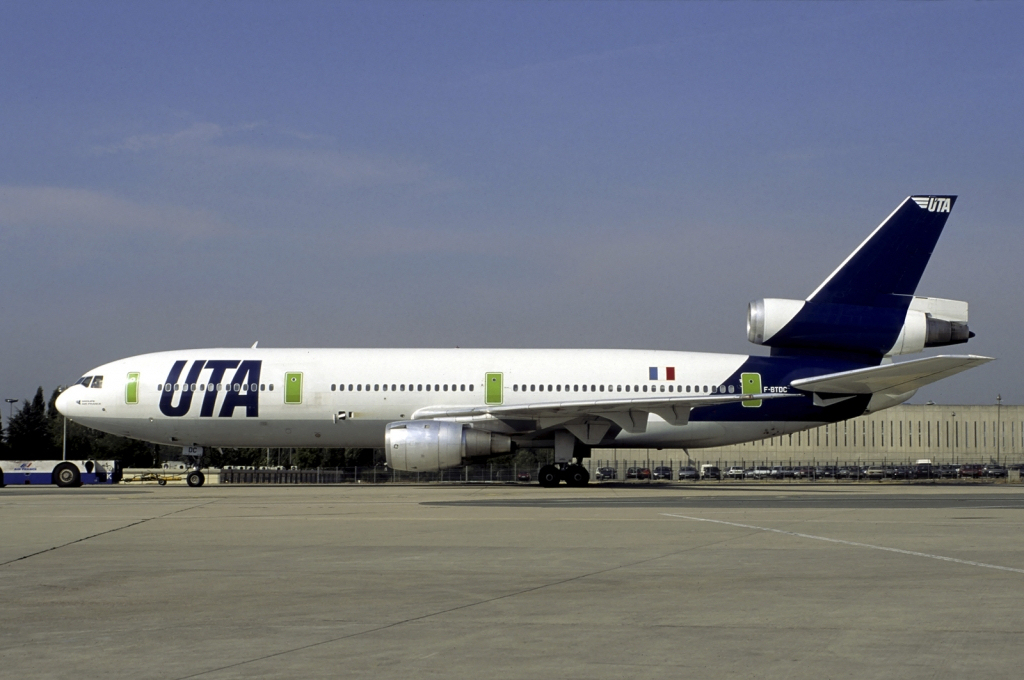
ماكدونل دوغلاس دي سي - 10 مشابهة للطائرة المنكوبة

في قمرة القيادة كان الكابتن جورج رفينو، والمساعد الأول جون بيار هانيكان ومهندس الرحلة آلان بريكوت، ومن بين الضحايا أيضا كانت زوجة السفير الأمريكي روبرت بيو لدى التشاد في ذلك الوقت. وزير التخطيط التشادي محمد صومايلا كان هو أيضاً في الطائرة متجهاً للاجتماع السنوي لصندوق النقد الدولي في واشنطن. الركاب كانوا من عدة بلدان حيث كان منهم 54 فرنسي و 48 كونغولي و 25 تشادي وتسعة إيطاليين و 7 أمريكيين و 5 من الكاميرون و 3 من الزائير ( جمهورية الكونغو الديمقراطية) و 3 كنديين وشخصين من إفريقيا الوسطى و 2 من مالي و 2 من سويسرا وجزائري ومغربي وبوليفي وبلجيكي ويوناني وسنغالي.

## النصب التذكاري
في سنة 2007 بُني نصب تذكاري على شكل طائرة دي سي 10 من طرف عائلات الضحايا في صحراء النيجر .

## وصلات خارجية
- Final report (Archive) (بالفرنسية)
- English translation of final report Prepared by Harro Ranter, شبكة سلامة الطيران (Archive) (بالإنجليزية)
  - Appendices (Archive) (بالإنجليزية)